# Attaching
Attaching ist ein Kirchdorf und Stadtteil der Großen Kreisstadt Freising im oberbayerischen Landkreis Freising.

## Lage
Der Ort liegt etwa drei Kilometer südöstlich des Zentrums der Stadt Freising sowie weniger als einen Kilometer Luftlinie von der Nordgrenze des Flughafens München entfernt. Bis 1978 war Attaching eine selbstständige Gemeinde und wurde dann im Rahmen der Gemeindegebietsreform nach Freising eingegliedert. Die Gemarkung Attaching entspricht der Fläche der ehemaligen Gemeinde.

## Geografie
Die Gemarkung Attaching grenzt an folgende Nachbarn:
- innerhalb der Stadt Freising an die Gemarkung Freising (Westen und Norden)
- Marzling (Nordosten)
- Oberding (Osten, im Bereich des Flughafens München, Start- und Landebahn Nord)
- Hallbergmoos (Südosten und Süden, im Bereich des Flughafens München, Zentralbereich)

Durch den Süden des Ortes fließt die Goldach.
Statistik
- Fläche der Gemarkung: 751,25 Hektar
  - davon 330 ha auf dem Gebiet des Flughafens München
  - entspricht 43,9 Prozent der Gemarkungsfläche
  - entspricht 20,4 Prozent der Gesamtfläche des Flughafens München
- Gebäude mit Wohnraum: 162 (Gebäude- und Wohnungszählung 1987)[2]
- Wohnungen: 232 (Gebäude- und Wohnungszählung 1987)[2]

## Geschichte
Der Ort wurde 790 erstmals erwähnt, als er durch Schenkung an das Hochstift Freising gelangte. Erste Ansiedlungen sind jedoch bis ca. 500 n. Chr. nachweisbar. Die fürstbischöfliche Schwaige (Besitzung zur Milchviehhaltung) Attaching wurde 1803 Privatbesitz. Im Zuge der Gemeindebildung nach dem Zweiten Gemeindeedikt entstand 1818 die Gemeinde Attaching. Die Gemeinde hatte neben dem Kirchdorf Attaching keine weiteren Ortsteile. Am 1. Mai 1978 wurde die Gemeinde aufgelöst und in die Stadt Freising eingemeindet.
Der Brauer und Unternehmer Anton Wagner (1791–1845), aus dessen Unternehmen später die Augustiner-Brauerei in München hervorgehen sollte, stammte aus einer Wirtsfamilie, die seit 1620 in Attaching die Gaststätte betrieb.

## Verkehr
Die Autobahn A92 verläuft zwischen Attaching und dem nördlich gelegenen Freisinger Stadtteil Lerchenfeld. Die Staatsstraße 2084 führt östlich an Attaching vorbei in Richtung Erding. Im Norden von Attaching (direkt neben der A92 und St2084) befindet sich das Gewerbegebiet Attaching. Die Stadtbuslinie 634 verbindet Attaching – über das Gewerbegebiet und weiter nach Lerchenfeld – mit dem Freisinger Bahnhof (P+R).

## Flughafen München

Lärmteppich am Flughafen München

1980 wurde mit dem Bau des nahe gelegenen Flughafens München begonnen, der nach 12-jähriger Bauzeit 1992 in Betrieb ging. 2005 wurden Planungen für den Neubau einer nördlich gelegenen dritten Startbahn eingeleitet. Attaching wäre durch die neue Startbahn besonders durch Fluglärm mit einem Dauerschallpegel von über 70 dB(A) betroffen. Die Planungen der Flughafengesellschaft sehen mehr als 500 Überflüge täglich in einer Höhe von 50 bis 80 Metern vor, direkt über das Wohngebiet.
Beim Bürgerentscheid der Münchner über den Bau der 3. Startbahn am 17. Juni 2012 haben 54,3 Prozent der Münchner gegen einen Ausbau gestimmt. Rechtlich ist das Votum nur ein Jahr bindend, doch Münchens damaliger Oberbürgermeister Christian Ude (SPD), Befürworter des Baus, kündigte bereits an, den Entscheid „ohne Wenn und Aber“ zu akzeptieren. Auch sein Nachfolger Dieter Reiter (SPD) sieht sich an das Votum des Bürgerentscheids gebunden. Obwohl sie kaum vom Fluglärm betroffen sind, durften nur die Münchner abstimmen. Das liegt daran, dass die Landeshauptstadt als Mitgesellschafter des Flughafens in der Gesellschafterversammlung für oder gegen den Bau der dritten Startbahn votieren kann.

## Sehenswürdigkeiten
- Kirche St. Erhard Attaching
- Franziskuskapelle
- Wassermühle Attaching